# Dante Milano
Dante Milano (Rio de Janeiro, 16 de junho de 1899 — Petrópolis, 15 de abril de 1991) foi um poeta brasileiro.

## Biografia
De origem italiana, Dante Milano nasceu no Rio de Janeiro, filho do maestro Nicolino Milano e de Corina Milano. O seu irmão Atílio Milano foi também poeta. Trabalhou como conferente de textos na Gazeta de Notícias (Rio de Janeiro) a partir de 1913. Foi também funcionário do Juizado de Menores, no Ministério da Justiça.
Publicou seu primeiro poema, "Lágrima Negra", em 1920, na revista carioca Selecta. Na época trabalhava como empregado na contabilidade da Ilha das Cobras, no Rio de Janeiro. Nos anos de 1930 foi colaborador do suplemento "Autores e Livros", de "A Manhã" e do "Boletim de Ariel".
Em 1935 organizou a "Antologia dos Poetas Modernos", primeira antologia de poetas dessa fase. Casa-se com Alda em 1947. Seu primeiro livro, "Poesias", foi publicado em 1948, e recebeu o Prêmio Felipe d'Oliveira de melhor livro de poesia do ano. Nos anos seguintes trabalhou como tradutor, lançando, em 1953, "Três Cantos do Inferno", de Dante Alighieri. Em 1979 foi publicado seu livro "Poesia e Prosa".
Publicou em 1988 "Poemas Traduzidos de Baudelaire e Mallarmé". No mesmo ano recebeu o Prêmio Machado de Assis, concedido pela Academia Brasileira de Letras.
Dante Milano é um dos poetas representativos da terceira geração do Modernismo. Para o crítico David Arrigucci Jr., Milano, "como o amigo Bandeira, refletiu muito sobre a morte, casando o pensamento à forma enxuta de seus versos - lírica seca e meditativa, avessa ao fácil artifício, onde o ritmo interior persegue em poemas curtos, com justeza e sem alarde, o sentido".

## Contatos e influências
É conhecida convivência com Aníbal Machado, Augusto Frederico Schmidt, Carlos Drummond de Andrade, Celso Antonio, Di Cavalcanti, Jaime Ovalle, Manuel Bandeira, Odilo Costa Filho, Olegário Mariano, Paulo Mendes Campos, Portinari, Ribeiro Couto, Sérgio Buarque e Villa-Lobos.

## Prêmios
- 1948 - Prêmio Felipe d'Oliveira de melhor livro de poesia do ano, pelo livro "Poesias".
- 1988 - Prêmio Machado de Assis, concedido pela Academia Brasileira de Letras.

## Leituras críticas
- "Em 1948, depois do surgimento da 'Geração de 45', o ambiente era favorável à aceitação da poesia comedida, intemporal, ontológica de Dante Milano, e por isso mesmo o livro encontrou repercussão crítica e acolhimento entre todas as gerações modernistas, das mais velhas às mais novas. Não demonstrando influências em seus versos, a não ser eventual comunidade de pensamento ou situação com Manuel Bandeira; revelando por vezes senso plástico, como escultor que é; autor de poesia tecnicamente bem acabada e como que apta a resistir às investidas do tempo; sensual, de um sensualismo cinza e até meio cubista, às vezes; pessimista ou desencantado, Dante Milano, apesar da estréia tardia, é um dos poetas representativos de sua geração." - Ramos, Péricles Eugênio da Silva [1967]. Dante Milano. In: ___. Poesia moderna: antologia. p. 374.
- "Trata-se essencialmente de um poeta antilírico. A palavra lirismo é equívoca e exige uma conceituação pessoal. André Gide afirmava que sem religião não poderia haver lirismo. Preferia eu dizer que sem o jogo-do-faz-de-conta, sem o sentimento ilusório de que a vida tem um sentido, não pode haver lirismo. Dante Milano é o poeta antipoético, o poeta do desespero. Também este, o desespero, pode ser lírico, mas não o desespero seco, sem lágrimas como um soluço. Em todos os poemas deste livro, encontramos o mesmo timbre árido: em vez de sonho, o pesadelo; em vez da fantasia, a angústia; em vez de amor, um arremedo de posse bruta. O próprio poeta se espantou há muitos anos, quando lhe disse, com admiração, que a sua poesia me parecia sinistra. Releio agora os poemas, procuro cuidadosamente uma fresta lírica, um respiradouro, e chego à antiga conclusão: esta poesia é sinistra, nua, desértica." - Campos, Paulo Mendes [29 jan. 1972]. O antilirismo de um grande poeta brasileiro. In: Milano, Dante. Poesia e prosa. p. 345-346.
- "(…) como o amigo Bandeira, refletiu muito sobre a morte, casando o pensamento à forma enxuta de seus versos - lírica seca e meditativa, avessa ao fácil artifício, onde o ritmo interior persegue em poemas curtos, com justeza e sem alarde, o sentido. Uma forma de calada música, que imita, roçando o silêncio, o pensamento. Sua frase límpida e por vezes de sabor clássico, imune a cacoetes modernistas, se presta, porém, a um verso moderno, desinflado, apto para armar equações estranhas com a visão irônica de quem repensa o mundo ou os mundos (a vigília e o sonho; o passado e o presente; o inconsciente e a consciência), partindo da condição do exílio e de um senso lúcido e desencantado da desarmonia de tudo. Visão que o leva a imagens recorrentes de perplexidade de um ser desmemoriado, perdido de si mesmo, errante nas distâncias desproporcionadas de uma terra de ninguém." - Arrigucci Jr., Davi [1991]. Dante Milano: a extinta música. Folha de S. Paulo, p. 6, caderno 6.